# Голямо Морско езеро
Голямото Морско езеро  (на руски: Большое Морское озеро; на чукчи: Майнычин-Анкаватын) е голямо сладководно езеро в азиатската част на Русия, разположено в крайната североизточна част на Република Якутия.
С площ от 205 km2 е 4-тото по големина езеро в Република Якутия и 62-рото по големина на територията на Русия.
Голямото Морско езеро е разположено в североизточната част на Колимската низина, в басейна на река Голяма Чукоча, в крайната североизточна част на Република Якутия, на 5 m н.в. Има овална форма, удължена от север на юг с дължина 17,5 km, ширина 15 km и площ 205 km2. Измерване на дълбочината му не е правена. Бреговете му са ниски, слабо разчленени, обрасли с тревисто-храстова тундрова растителност. В района е развита вечно замръзналата почва и са характерни криогенни релефни форми.
В него се вливат множество малки ручеи. От югозападната му част изтича река Анкаваем (Морска), ляв приток на река Голяма Чукоча, вливаща се от запад в Колимския залив на Източносибирско море. На 3 km южно от него се намира Малкото Морско езеро (Мокачен-Анкаватин).
Подхранването на езерото е снежно-дъждовно с преобладаване на снежното. То замръзва в края на септември или началото на октомври, а се размразява през юни. В студени лета не се размразява цялостно.
Богато на риба и бреговете му през краткото лято са обиталище на множество прелетни, водоплаващи птици и пасища за северни елени. По бреговете и във водосборния му басейн няма населени места.

## Топографски карти
- Лист от карта R-57-XV,XVI оз. Илиргыткин. Мащаб: 1 : 200 000. Състояние на местността към 1973 год. Издание 1989 г.
- Лист от карта R-57-XXI,XXII факт. Становая. Мащаб: 1 : 200 000. Състояние на местността към 1972 год. Издание 1990 г.